# Viva (stacja telewizyjna)
Viva, zapisywane graficznie jako VIVA – muzyczny kanał telewizyjny nadający szeroko rozumianą muzykę pop, dawniej należący do niemieckiej spółki Viva Media AG z siedzibą w Berlinie (dawniej w Kolonii) w Niemczech, uruchomiony 1 grudnia 1993 roku. Od 2004 roku Viva należy do Viacomu, właściciela m.in. MTV.

## Historia
Decyzja o powstaniu kanału związana była z decyzją MTV o nietworzeniu niemieckojęzycznego oddziału tej stacji. Niemiecki przemysł muzyczny sfrustrowany tą decyzją, przy wsparciu Time Warner postanowił stworzyć konkurencję dla MTV. Pomysł okazał się sukcesem, rynek około 100 milionów osób posługujących się językiem niemieckim był bardzo spragniony tego typu kanału, a sama Viva miała choćby w Polsce dziennie milionową widownię, stąd m.in.: postanowiono utworzyć kolejny kanał Viva Zwei, grający początkowo dawne przeboje, następnie ukierunkowany na rock i alternatywę.
To skłoniło zarząd MTV do utworzenia kanału w języku niemieckim. Od tego czasu trwała zacięta walka o widza. Viva kojarzona była bardziej z głównym nurtem muzycznym i nastolatkami, natomiast MTV Europe ze znanymi sprawdzonymi amerykańskimi gwiazdami i programami skierowanymi do starszych widzów w wieku studenckim.
Rywalizację o widza zakończyło wejście stacji do amerykańskiego koncernu Viacom. Postanowiono podzielić rynek telewizji muzycznych: MTV nastawione jest bardziej na programy typu reality show i programy rozrywkowe, Viva na muzykę i listy przebojów (z grupą docelową 13-18 lat).
Viacom postanowił także o zamknięciu kanałów Viva Plus – przekształcił go w Comedy Central Deutschland, oraz MTV2 POP (wcześniej ta stacja została przekształcona z VH1 Germany) – w Nickelodeon Deutschland.
1 stycznia 2011 stacja zmieniła logo, oprawę graficzną, a na antenie Viva pojawiło się więcej programów, przede wszystkim z MTV. Od 7 września 2014, VIVA Niemiecka nadawała od godziny 06:00 do 16:59. Przez pozostałą część doby (17:00 do 05:59) nadawał Comedy Central. Zmiany nastąpiły także 1 października 2015. Wówczas od tego dnia VIVA wypełnia swoją ramówkę od 2:00 do 13:59. Punkt 14:00 wchodzi Comedy Central – do 1:59.
Od 1995 do 2011 przyznawane były nagrody muzyczne tej stacji, nazywane Comet.
Od 1 stycznia 2019 w miejsce kanału została wprowadzona 24-godzinna wersja kanału Comedy Central. Przez to muzyka jest stopniowo wydłużana na kanale MTV Germany. Ostatnimi teledyskami wyemitowanymi na antenie Vivy były Viva Forever zespołu Spice Girls oraz Zu geil für diese welt zespołu Die Fantastischen Vier.

## Kalendarium pierwszych pięciu lat nadawania
| Kalendarium pierwszych pięciu lat nadawania Viva Deutschland | |
| Miesiąc i rok                                                | Szczegóły |
| przed uruchomieniem Vivy                                     | Z powodu spadającej oglądalności programów muzycznych, niemieckie kanały naziemne i kablowe decydują się na usunięcie muzyki ze swoich ramówek. Występy muzyczne zostały drastycznie ograniczone i pojawiały się jedynie w teleturniejach jako przerywnik między kolejnymi rundami. Lokalna branża muzyczna była sfrustrowana brakiem możliwości zaprezentowania swoich nowych talentów szerszej grupie widzów. MTV Europe, które nadawało na terenie DACHL od 1987 roku, wolało nadawać głównie amerykańską muzykę, ignorując niemieckie piosenki. |
| sierpień 1992                                                | Podczas trwania międzynarodowych targów muzycznych Popkomm w Kolonii, wieloletni pracownicy niemieckiego przemysłu muzycznego: Dieter Gorny (ówczesny dyrektor zarządzający targami Popkomm) oraz Helmut Fest (prezes EMI na rynki niemieckojęzyczne) na konferencji prasowej potwierdzają, że są zaangażowani w uruchomienie nowego kanału pod roboczą nazwą Deutsches Musik Kanal. Uruchomienie stacji zaplanowano na 1 czerwca 1993 roku. Michael Oplesch (niemiecki producent muzyczny i właściciel firmy MME) zostaje mianowany dyrektorem zarządzającym nowego projektu. Fest stwierdza: Nasza muzyka już nigdy nie będzie grana jako przerywnik w telewizji. |
| październik 1992                                             | Niemiecka federacja przemysłu muzycznego BPW tworzy komitet, który ma pomóc określić kształt nowego kanału. |
| listopad 1992                                                | Robocza nazwa projektu Deutsches Musik Kanal została zastąpiona przez docelową VIVA. |
| marzec 1993                                                  | Bertelsmann, do której należy wytwórnia płytowa BMG, informuje, iż nie chce inwestować w nowy projekt. Rzecznik spółki potwierdza, że firma nie jest zainteresowana tworzeniem kanałów tematycznych. Po kilku latach Bertelsmann przyznał w wywiadzie, dlaczego odmówił inwestycji w Vivie. Koncern bał się ewentualnych represji ze strony MTV Europe, że stacja nie będzie chciała nadawać teledysków od BMG, a także nie był przekonany, że nowy kanał stanie się popularny i będzie chętnie oglądany przez widzów. |
| maj 1993                                                     | - Spółka Thorn EMI, jeden z głównych inwestorów Vivy, informuje, że chce wycofać się z projektu. - Na konferencji prasowej BPW, najważniejsi niemieccy operatorzy potępiają brak wsparcia ze strony wszystkich stacji radiowych dla uruchomienia kanału muzycznego, podkreślając brak możliwości otrzymania szansy dla nowych artystów. - Thomas Stein, dyrektor wytwórni muzycznej BMG: Z niecierpliwością czekamy na uruchomienie niemieckiego kanału telewizji kablowej VIVA, w którym swoje stałe miejsce będą mieli krajowi artyści. - Gerd Gebhardt, ówczesny dyrektor zarządzający Warner Music Germany: Żadna istniejąca telewizja, żadna nadająca obecnie stacja radiowa nie stanowią idealnego odzwierciedlenia kreatywności niemieckiego rynku muzycznego. |
| czerwiec 1993                                                | Z powodu wycofania się jednego z głównych inwestorów, uruchomienie kanału Viva zostaje zawieszone na nieokreślony czas. Trwają poszukiwania nowych firm, które byłyby chętne zainwestować w projekt. |
| lipiec 1993                                                  | Time Warner oraz Columbia Pictures zgłaszają chęć zostania głównymi inwestorami w Vivie. |
| sierpień 1993                                                | - Cztery główne wytwórnie muzyczne na rynku niemieckim: Warner Music, EMI, PolyGram i Sony Music, zgadzają się zainwestować w uruchomienie nowego kanału ponad 60 milionów dolarów. W zamian otrzymają docelowo 24,75% udziałów w Vivie. Pozostałymi właścicielami stacji zostają: Hannes Rossacher i Rudi Dolezal (założyciele spółki DoRo) oraz Michael Oplesch (twórca firmy MME). Helmut Fest z EMI będzie pracował jako doradca. - Po wielu miesiącach rozmów, zostaje ogłoszony opinii publicznej kształt nowego kanału muzycznego. Główni udziałowcy uznali, że Viva powinna nadawać do 40% muzyki niemieckiej, a także na jej antenie znajdą się takie gatunki muzyczne jak niemieckie techno i hip-hop. Założenia nowej stacji szeroko krytykowane były poza granicami Niemiec. Zwracano szczególną uwagę na zbyt dużą ilość muzyki krajowej w ramówce. Helmut Fest wyjaśniał: Filozofią naszego kanału jest przede wszystkim dostarczenie widzom lokalnych piosenek. Szowinistyczny nacjonalizm nie jest naszym celem. - Michael Oplesch, dyrektor zarządzający Vivy, wysyła list do różnych niemieckich przedsiębiorstw, z informacją, że głównym celem powstającego kanału będzie rozwój niemieckiego rynku muzycznego. Uruchomienie stacji zaplanowano na listopad 1993 roku. |
| wrzesień 1993                                                | Niemiecki potentat medialny, Frank Otto, udziałowiec Radia OK, zostaje kolejnym akcjonariuszem w Vivie. Otto nabywa 19,8% udziałów. |
| październik 1993                                             | - Dieter Gorny, współzałożyciel i dyrektor zarządzający targami muzycznymi Popkomm, zostaje dyrektorem zarządzającym nowego kanału. Gorny wyjaśnił, dlaczego przyjął stanowisko: Nie mogłem odmówić, ponieważ Viva jest bardzo ważna dla niemieckiego przemysłu muzycznego. - Viva i telewizja kablowa VOX, należąca do Bertelsmanna, rozpoczęła współpracę w zakresie technicznym. |
| 1 grudnia 1993                                               | Viva rozpoczęła nadawanie z wynajmowanych studiów, należących do telewizji VOX (Bertelsmann) w Kolonii-Ossendorf, stając się drugą stacją muzyczną na rynku niemieckim (po MTV Europe). Pierwszym wyemitowanym teledyskiem był Zu geil für diese welt zespołu Die Fantastischen Vier. Dieter Gorny porównuje uruchomienie kanału do startu rakiety. |
| 24 grudnia 1993                                              | Viva po raz pierwszy nadaje relację na żywo. Od chwili startu, wszystkie wstawki z VJ-ami, pojawiające się między piosenkami, były wcześniej nagrywane i odtwarzane z taśmy. Na antenie debiutują prezenterzy: Mola Adebisi, Heike Makatsch, Nils Bockelberg i Phil Daub. Udziałowcy przeznaczają na roczny budżet kanału około 35 milionów marek niemieckich. Stacja zatrudnia 50 osób. |
| sierpień 1994                                                | - Viva zaczyna ubiegać się o nowe częstotliwości pasm w telewizji kablowej, ponieważ chce uruchomić drugi kanał. Stacja dostępna jest w 11,8 milionów domów w Niemczech. Repertuar stanowią w 35% krajowi artyści. Emitowanie teledysków wykonawców takich jak Mark’Oh czy Marusha zwiększa oglądalność Vivy. - Michael Oplesch, dyrektor zarządzający Vivą, jeden z głównych założycieli kanału, informuje, że planuje pozbyć się swoich akcji w spółce i wycofać się ze swoich dotychczasowych obowiązków, ponieważ chce zająć się rozwojem swojego przedsiębiorstwa – MME. |
| wrzesień 1994                                                | Viva wprowadza na antenę regionalne „okno”, które umożliwi tworzenie wielu różnych lokalnych programów i informacji dla kulturowo i geograficznie zróżnicowanej populacji Niemiec. Niezależne badania TV Movie informują, że udział Vivy w rynku wynosi 4,2% wśród docelowej grupy wiekowej (od 14 do 29 lat). |
| listopad 1994                                                | - Viva zapowiada uruchomienie drugiego kanału muzycznego pod nazwą Viva 2. Ma być on uzupełnieniem głównej anteny, a grupa docelowa to osoby po 25 roku życia i starsze. - Steve Blame, prowadzący informacje w MTV Europe, przechodzi do konkurencyjnej Vivy. Zostaje dyrektorem programowym tworzonego kanału Viva 2. W tym samym czasie, MTV Europe ogłasza, że funkcję dyrektora generalnego na rynki niemieckojęzyczne obejmie Michael Oplesch, jeden z założycieli i do niedawna dyrektor zarządzający Vivy. |
| grudzień 1994                                                | Vivę można odbierać w 12,6 milionach niemieckich gospodarstw domowych, mających dostęp do telewizji kablowej. W Austrii dostęp do Vivy ma 500 000 widzów, a w Szwajcarii 420 000 osób. |
| marzec 1995                                                  | Viva 2 rozpoczyna emisję. |
| sierpień 1995                                                | - Pierwsza edycja rozdania nagród Viva Comet w Kolonii. - Uruchomiony zostaje serwis informacyjny Viva Text, umożliwiający użytkownikom telegazety dostęp do najświeższych informacji. - Viva wchodzi w rynek płyt kompaktowych i wydaje swoją pierwszą składankę pod nazwą Viva Dance. - Viva osiąga próg rentowności, stając się pierwszą niemiecką prywatną telewizją, której zajęło to mniej niż dwa lata od rozpoczęcia nadawania. |
| grudzień 1995                                                | Vivę może odbierać 15 milionów niemieckich gospodarstw domowych, co stanowi około 96% wszystkich odbiorców. W Austrii dostęp do Vivy otrzymuje kolejne pół miliona gospodarstw domowych, stacja obejmuje zasięgiem połowę Szwajcarii. |
| sierpień 1996                                                | - Dzięki pojawieniu się na rynku nowych firm produkujących teledyski, Viva osiąga swój pierwotny cel, czyli obecności niemieckich zespołów na antenie w ilości 40% ramówki. - Viva rozpoczyna współpracę z kanałem muzycznym Onyx, który jest skierowany do widzów dorosłych. |
| marzec 1997                                                  | - Dieter Görny, dyrektor zarządzający Vivą, otrzymuje nagrodę Adolfa Grimme za osiągnięcia w niemieckiej telewizji. - Stacje radiowe rozpoczynają emisję piosenek, których teledyski miały swoją premierę w Vivie. Marketingowcy określają to zjawisko efektem Vivy. - MTV Europe twierdzi, że w dostateczny sposób odpowiada na potrzeby rynku lokalnego, produkując oddzielne, czterogodzinne pasmo, wyłącznie w języku niemieckim dla mieszkańców DACHL. |
| czerwiec 1997                                                | Frank Otto sprzedaje swoje wszystkie udziały (19,8%) w Vivie, głównymi akcjonariuszami stają się cztery wytwórnie fonograficzne. |
| sierpień 1998                                                | We współpracy z wydawnictwem Bauer Verlag, Viva rozpoczyna publikację magazynu muzycznego Comet. |
| listopad 1998                                                | Około 27,3 miliona gospodarstw domowych w regionie DACHL ma dostęp do Vivy poprzez telewizję kablową lub satelitarną. W Niemczech 73% wszystkich posiadaczy telewizorów lub 24,1 miliona domów może odbierać Vivę. Wszystkie gospodarstwa domowe, które są podłączone do sieci kablowej Deutsche Telekom mają dostęp do Vivy. |
| grudzień 1998                                                | - Viva obchodzi pięciolecie istnienia. W dniu urodzin wyemitowała 50 najlepszych teledysków, które spowodowały, że kanał stał się popularny. Stacja wypromowała takich twórców jak: Touché, Sasha, Down Low, Christian Wunderlich, Tic Tac Toe, Sabrina Setleur, Sarah Brightman. - Zarząd Viva zatwierdza plany ekspansji kanału na rynki zagraniczne, w tym uruchomienia wersji Vivy dla Polski I Szwajcarii w ciągu najbliższych kilku miesięcy. Na początek jako pasmo 4-5 godzinne w lokalnym języku, gdy nastąpi wzrost oglądalności, do całodobowych kanałów telewizyjnych. - Szefowie kanału po raz pierwszy wspominają o pokoleniu Vivy, czyli świadomej grupie wiekowej, która kupuje muzykę w języku angielskim lub niemieckim, a także ogląda teledyski nowych artystów. - Dieter Gorny, dyrektor zarządzający Vivą: Viva stworzyła zupełnie nową grupę docelową: nastolatków, które nie istniały jako grupa docelowa przed pojawieniem się Vivy. Rozwinęliśmy rynek muzyki niemieckiej, a także stworzyliśmy nowe gatunki, chociażby niemiecki dance. |

## Prezenterzy
Początkowo prezenterzy Vivy pochodzili z różnych krajów i byli przedstawicielami różnych mniejszości. 
Obecni prezenterzy:

- Collien Ulmen-Fernandes (Viva Top 100)
- Jan Köppen (Viva Top 100)
- Melisse Lee (Viva Top 100)
- Laura Zurbriggen (Viva Schwarz Top 100)
- Jenny Posch (Viva Austria Top 100)
- Markus Floth (Viva Austria Top 100)

Dawni prezenterzy:
- Mola Adebisi (1993-2004)
- Charlotte Roche (1998-2005)
- Oliver Pocher (1999-2005)
- Charli D'Amelio (2017-2018)
- Daisy Dee [Daisy Rollocks] (1996-2003)
- Aleksandra Bechtel (1993-1999)
- Ricky Breitengraser (2000)
- Rocco Clein † [Stefan Bickerich] (1993-2001)
- Natalie Dziobek (1993-1996)
- Daniel Hartwig (1998-1999)
- Sebastian König (2006-2009)
- Steffi Krause (1993-2000)
- Nadine Krüger (1997-1999)
- Frank Lämmermann (1998-1999)
- Milka Loff Fernandes (1999-2004)
- MC Rene (1999-2002)
- Enie van de Meiklokjes [Doreen Grochowski] (1996-2000)
- Matthias Opdenhövel (1993-1997)
- Minh-Khai Phan-Thi (1995-1998)
- Stefan Raab (1993-1998)
- Daniel Budiman
- Simon Krätschmer
- Etienne Gardé
- René le Riche (1994-1996)
- Charlotte Roche (1998-2005)
- Falk "Hawkeye" Schacht (2001-2004)
- Jessica Schwarz (2000-2003)
- Martin Tietjen (2006)
- Mola Adebisi (1993-2004)
- Annemarie Warnkross (2004-2005)
- Gülcan Kamps (2003-2010)
- Johanna Klum (2005-2012)
- Nadine Vasta (2009-2011)
- Bibiana Ballbè Serra (2001-2003)
- Nils Bokelberg (1993-1998)
- Sabine Christ (1994-1999)
- Phil Daub (1994-2001)
- Isabel Dziobek (1993-1996)
- Mate Galić (1994-1997)
- Klaas Heufer-Umlauf (2004-2009)
- Markus Kavka (1997)
- Lukas Koch (2001-2002)
- Joel Korenzecher (1999)
- Ralph Michael Krieger (1993-1994)
- Sarah Kuttner (2001-2005)
- Liza Li (2007-2008)
- Heike Makatsch (1993-1997)
- Nova Meierhenrich (2000-2001)
- Markus Meske (2002)
- Nela Panghy-Lee (2004-2005)
- Janin Reinhardt (2001-2005)
- Tyron Ricketts (1996-2000)
- Niels Ruf (1998-2001)
- Tobias Schlegl (1995-2004)
- Axel Terporten (1993-1997)
- Shirin Valentine (1995-1999)
- Jessica Wahls (2003-2005)
- Romina Becks (2012-2015)
- Palina Rojinski (2012-2015)
- Sami Slimani (2014-2015)
- Joanna Krupa (2009-2017)

## Logotypy

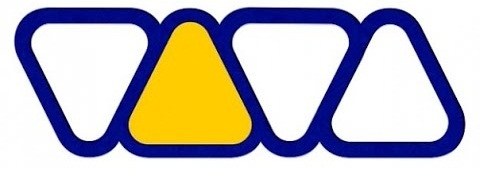
Pierwsze logo używane w latach 1993-2001
Logo używane w latach 2001-2004
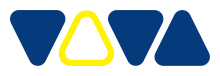
Logo używane w latach 2004-2007 (na antenie półprzezroczyste)
Logo używane w latach 2007-2011
Logo używane od 2011 do likwidacji stacji

## Kanały należące do Viva MEDIA GmbH
- Viva Polska (działała w Polsce od 10 czerwca 2000 do 17 października 2017; później przekształcona w MTV Music)
- Viva Italy (działała we Włoszech w latach 2001–2002)

- Viva Zwei (działała w Niemczech od 21 marca 1995 do 7 stycznia 2002; później przekształcona w Viva Plus)
- Viva Plus (działała w Niemczech od 7 stycznia 2002 do 14 stycznia 2007, w jej miejscu ruszył kanał Comedy Central Deutschland)
- Viva Hungary (działała na Węgrzech od 2001 do 3 października 2017; później przekształcona w MTV Hits)
- Viva UK (Wielka Brytania) (działała od 26 października 2009 do 31 stycznia 2018; później przekształcona w MTV OMG)[5]
- The Box Channel Holland (działała w Holandii od 2002 do 30 listopada 2006)
- Viva Austria (działa w Austrii w latach 2001–2018)
- Viva Schweiz (Szwajcaria) (działa w latach 1999–2011 oraz ponownie od 2012 do 2018)